# Чернява (село)
Чернява (укр. Чернява) — село в Волочисском районе Хмельницкой области Украины.
Население по переписи 2001 года составляло 323 человека. Почтовый индекс — 31232. Телефонный код — 3845. Занимает площадь 1,01 км². Код КОАТУУ — 6820988601.
Расположено на левом берегу реки Южный Буг, в её верховьях.